# Centrul Acvatic din Londra
Centrul Acvatic din Londra (în engleză London Aquatics Centre) este un bazin acoperit unde s-au ținut probele de înot sincron, natație, și sărituri în apă în timpul Jocurilor Olimpice și al Jocurilor Paralimpice din 2012. Acesta este situat în Parcul Olimpic din Stratford, Newham. 
Arena a fost concepută de către arhitecta Zaha Hadid. Construirea arenei a fost atribuită companiei Balfour Beatty în luna aprilie a anului 2008, și a început în luna iulie în același an, durând 3 ani de zile. În timpul Jocurilor cuprindea două aripi temporare, care au ridicat capacitatea de la 2.800 de locuri în timp normal la 17.500 de locuri. Costurile construcției se ridică la 269 de milioane de lire sterline.
Centrul Acvatic din Londra a avut inaugurarea oficială pe data de 27 iulie 2011 cu ocazia sărbătoririi a numai un an până la începerea Jocurilor Olimpice de vară din 2012. Deschiderea a fost marcată cu o săritură de la platforma de 10 metri executată de britanicul Tom Daley și cu o demonstrație de echipa națională de înot sincron a Marii Britanii.
Clădirea are 45 metri înălțime, 160 de metri lungime, și 80 de metri lățime. Aceasta cuprinde doi bazine de înot de 50 m și un bazin de sărituri de 25 m.